# Fanchy
Œuvres principales
- Au pas d'nos bœufs
- Contes, Dialogues et Croquis du Centre
- Théâtre nivernais

Louis Mirault dit Fanchy, né à Cours-les-Barres (Cher) le 30 avril 1866 et mort à La Charité-sur-Loire (Nièvre) le 14 août 1938, est un poète et écrivain français.

## Biographie
Régisseur de la forêt de Givry pendant quarante-trois ans, il est l'auteur de poésies, de contes et de pièces de théâtre rédigés dans le patois du Val de Loire, mi-berrichon mi-nivernais. Louis Mirault est le père du peintre Pierre Mirault.

## Œuvres
- Le Calvaire, pièce en 1 acte, en vers, 1896
- Fleurs de Touraine, poésies, 1897
- Jeanne d'Arc : Compiègne, Rouen, poème héroïque couronné par la ville de Beauvais, 1900
- La Terre qui chante, 1910

- Le Rimoir de Fanchy, patoiseries nivernaises, 1921
- Seize patoiseries nivernaises, 1922
- Brindilles, recueil des fables et contes en vers, 1923
- Molène aux champs, 1924
- Pernelles et Bigarriaux, patoiseries nivernaises, suite du Rimoir, lettre-préface de Jehan-Rictus, 1928
- Roses d'automne, recueil de fables, chansons et élégies, préface de Jacques Péricard, 1928
- Jean l'Berdin, comédie en trois actes, avec Pierre Chambon, 1931
- Pour les petits... et pour les grands aussi, 3 vol., 1931-1935
- Nivernettes, 1932
- Au pas d'nos bœufs, patoiseries nivernaises, avec Pierre Chambon, préface de Claude Aveline, 1935
- Contes, dialogues et croquis du centre, 1935
- Le Panier de cerises, poésies, suivi de Dialogues avec Collas, lettre-préface de Joseph de Pesquidoux, 1939
- Théâtre Nivernais, avec Pierre Chambon, 1939